# Bonamia maripoides
Bonamia maripoides är en vindeväxtart som beskrevs av Hallier f. Bonamia maripoides ingår i släktet Bonamia och familjen vindeväxter. Inga underarter finns listade i Catalogue of Life.